# Rigadin ne sortira pas
Pour plus de détails, voir Fiche technique et Distribution.
Rigadin ne sortira pas (titre de travail : Rigadin ne peut pas sortir) est un film muet français réalisé par Georges Monca, sorti en 1911.

## Fiche technique
- Titre : Rigadin ne sortira pas
- Titre de travail : 	Rigadin ne peut pas sortir
- Réalisation : Georges Monca
- Scénario : Julien Berr de Turique
- Photographie :
- Montage :
- Société de production : Société cinématographique des auteurs et gens de lettres (S.C.A.G.L)
- Société de distribution : Pathé Frères
- Pays d'origine :  France
- Langue : film muet avec les intertitres en français
- Métrage : 155 mètres
- Format : Noir et blanc — 35 mm — 1,33:1 — Muet
- Genre :  Comédie
- Durée : 5 minutes et 10 secondes
- Dates de sortie :
  - France : 26 mai 1911

## Distribution
- Charles Prince : Rigadin
- André Simon
- Germaine Reuver
- Andrée Marly
- Émile André
- Gabrielle Lange
- Gaston Benoît
- Louis Brunais